# Garínoain
Garínoain è un comune spagnolo di 396 abitanti situato nella comunità autonoma della Navarra.